# Explorations
Albums de Bill Evans
Portrait in Jazz Sunday at the Village Vanguard
Explorations est un album du pianiste de jazz Bill Evans paru en 1961.

## Historique
Cet album, produit par Orrin Keepnews, a été initialement publié en 1961 par Riverside Records (RLP 351). Il a été enregistré à  New York, le 2 février 1961, au Bell Sound Studios (237 West 54th Street).
Cet album a été aussi édité, en 1976, sous forme de double lp (couplé avec l'album Portrait in Jazz), sous le titre Spring Leaves (Milestone, M-47034).

## Titres de l’album
| No | Titre                    | Auteur                                                        | Durée |
| -- | ------------------------ | ------------------------------------------------------------- | ----- |
| 1. | Israel                   | John Carisi                                                   | 6:12  |
| 2. | Haunted Heart            | Arthur Schwartz, Howard Dietz                                 | 3:28  |
| 3. | Beautiful Love (prise 2) | Wayne King, Egbert Van Alstyne, Victor Young, Haven Gillespie | 5:07  |
| 4. | Elsa                     | Earl Zindars                                                  | 5:10  |
| 5. | Nardis                   | Miles Davis                                                   | 5:49  |
| 6. | How Deep is The Ocean ?  | Irving Berlin                                                 | 3:31  |
| 7. | I Wish I Knew            | Harry Warren, Marc Gordon                                     | 4:39  |
| 8. | Sweet and Lovely         | Gus Arnheim, Jules LeMare, Harry Tobias                       | 5:52  |

Titres additionnels sur certaines rééditions en cd :
| No  | Titre                             | Auteur                                                        | Durée |
| --- | --------------------------------- | ------------------------------------------------------------- | ----- |
| 9.  | The Boy Next Door                 | Hugh Martin, Ralph Blane                                      | 5:06  |
| 10. | Beautiful Love (prise 1)          | Wayne King, Egbert Van Alstyne, Victor Young, Haven Gillespie | 6:04  |
| 11. | How Deep is The Ocean ? (prise 2) | Irving Berlin                                                 | 3:48  |
| 12. | I Wish I Knew (prise 2)           | Harry Warren, Marc Gordon                                     | 5:08  |

## Personnel
- Bill Evans : piano
- Scott LaFaro : contrebasse
- Paul Motian : batterie

## À propos du disque
Cet album est le second album enregistré du mythique trio Bill Evans, Scott LaFaro et Paul Motian. Ce trio a révolutionné l'histoire du trio jazz. Dans ce groupe, les trois partenaires, rompant avec la tradition où contrebassiste et batteur se cantonnaient à un rôle d'accompagnement, se livrent à une véritable « improvisation à trois ». Il y a une synergie constante (« interplay ») entre les trois musiciens.
Le répertoire est composé essentiellement de standards, mais on y trouve aussi :
- Nardis, une composition de Miles Davis (parfois attribuée à Bill Evans). C'est un thème de 32 mesures de forme AABA dont la grille harmonique invite à une approche modale au parfum légèrement oriental. La version « princeps » se trouve sur l'album Portrait of Cannonball de Cannonball Adderley (Evans est d'ailleurs le pianiste de cette session). Evans reprendra inlassablement ce thème durant toute sa carrière. On pourra d'ailleurs comparer cette version aux longues versions des dernières années.
- Israel est un blues mineur composé par le trompettiste John Carisi (la version « princeps » de ce thème se trouve sur l'album Birth of the cool de Miles Davis). On remarquera l'utilisation efficace de la technique des block chords par Evans sur ce morceau. On notera aussi l'intéressant travail sur la cymbale « Charleston » durant l'exposé du thème.
- Elsa est une valse composée par le percussionniste Earl Zindars, un ami du pianiste.

On remarquera que Gil Evans a su se souvenir de la version donnée par Bill Evans du standard Spring is here pour son arrangement du morceau. Gil Evans a déclaré : « J'ai copié son arrangement de Spring is Here. J'ai orchestré son accompagnement de piano, ça a très bien marché parce que c'est exactement ce qui convient ». On trouvera cet arrangement sur l'album Miles Davis at Canergie Hall (Columbia Records, 1961).